# Haugschlag
Haugschlag é um município da Áustria localizado no distrito de Gmünd, no estado de Baixa Áustria. É a localidade mais setentrional da Áustria.